# 工藤崇
工藤 崇（くどう たかし、1949年2月 - ）は日本の政治家。元兵庫県赤穂郡上郡町長。

## 来歴
香川大学教育学部卒業後、上郡町立上郡中学校及び同高田小学校の各教諭を歴任。1987年の上郡町議会議員選挙（日本共産党公認）で初当選を果たし、以後7期24年にわたり町議を務める。
山本暁前町長の辞任に伴う2011年10月30日実施の上郡町長選挙に、日本共産党などでつくる「住みよい上郡町をつくる会」の推薦を得て出馬を表明。町議会副議長を辞しての立候補であったが、中学校卒業までの医療費無料化や千種川改修の促進などを公約に掲げ、元町課長や元職、前町議をかわし初当選。全国で10人目、兵庫県では嶋田正義福崎町長に続き2人目（通算では山田兼三南光町（現佐用町）長を含め3人目）の日本共産党員首長となった。
しかし反町長派が多数を占める町議会との対立が激しい中で当初公約の実現の目途が立たず、2013年6月10日に町議会で不信任決議を可決される。工藤町長は13日付で町議会を解散するが自身も同日体調不良を理由として町長を辞職、次期町長選には不出馬を表明し町長を退任した。